# AXN Spin
Еј-Екс-Ен спин (енгл. AXN Spin) пољски је и српски кабловски и сателитски канал који се налази у власништву Сони пикчерс телевизије. Покренут је 11. јануара 2012. године. Канал је намењен искључиво млађој публици и емитује ријалити-емисије, цртане серије, аниме и игране серије.
Канал се може пратити у Србији путем кабловских и сателитских оператера.